# Рејвенин дом
Рејвенин дом (енгл. Raven's Home) америчка је телевизијска серија која се приказује од 21. јула 2017. на Дизни каналу. Творци серије су Џед Елиноф и Скот Томас. Серија се фокусира на Рејвен Бакстер, разведену мајку близанаца Букера и Ние, који живе заједно са Челси, њеном најбољом другарицом из детињства и њеним сином Ливајем у Чикагу.
Базирана је на ликовима напраљеним од стране Мајкла Појерса и Сузан Шерман, представља спиноф и наставак серије То је тако Рејвен, други спиноф након Кори у кући. Главне улоге тумаче Рејвен-Симон, Ајзак Рајан Браун, Навиа Робинсон, Џејсон Мејбаун, Скај Кец и Анелиз ван дер Пол.
У Србији, Црној Гори, Републици Српској и Северној Македонији серија је премијерно приказана 10. фебруара 2018. године на Дизни каналу, титлована на српски језик. Титлове је радио студио Ес-Ди-Ај мидија. Српски титлови немају ДВД издања.

## Радња
Најбоље пријатељице Рејвен и Челси, обе разведене и самохране мајке, сада заједно подижу своју децу у апартману у Чикагу. Читав хаос се дешава када сазнају да једно Рејвенино дете, Букер, има исту способност да накратко види будућност као и његова мајка.

## Епизоде
| Сезона | Сезона | Епизоде | Премијерно приказивање (САД) | Премијерно приказивање (САД) | Премијерно приказивање (Србија) | Премијерно приказивање (Србија) |
| Сезона | Сезона | Епизоде | Прва епизода                 | Последња епизода             | Прва епизода                    | Последња епизода                |
| ------ | ------ | ------- | ---------------------------- | ---------------------------- | ------------------------------- | ------------------------------- |
|        | 1      | 13      | 21. јул 2017.                | 20. октобар 2017.            | 10. фебруар 2018.               | TBA                             |
|        | 2      | TBA     | 25. јун 2018.                | TBA                          | TBA                             | TBA                             |